# Olympische Jugend-Sommerspiele 2014/Bogenschießen
| Bogenschießen bei den II. Olympischen Jugend-Sommerspielen | Bogenschießen bei den II. Olympischen Jugend-Sommerspielen |
| Olympische Ringe · Bogenschießen                           | Olympische Ringe · Bogenschießen                           |
| Informationen                                              | Informationen                                              |
| ---------------------------------------------------------- | ---------------------------------------------------------- |
| Teilnehmer:                                                | 64 Athleten                                                |
| Datum:                                                     | 22. August–26. August                                      |
| Austragungsort:                                            | Fangshan Sports Training Base                              |
| Wettkampfort:                                              | Nanjing                                                    |
| Entscheidungen:                                            | 3                                                          |
| ← Singapur 2010                                            | Buenos Aires 2018 →                                        |
| Olympische Ringe                                           | Bogenschießen                                              |

| Olympische Jugend-Sommerspiele 2014 (Medaillenspiegel Bogenschießen) | Olympische Jugend-Sommerspiele 2014 (Medaillenspiegel Bogenschießen) | Olympische Jugend-Sommerspiele 2014 (Medaillenspiegel Bogenschießen) | Olympische Jugend-Sommerspiele 2014 (Medaillenspiegel Bogenschießen) | Olympische Jugend-Sommerspiele 2014 (Medaillenspiegel Bogenschießen) | Olympische Jugend-Sommerspiele 2014 (Medaillenspiegel Bogenschießen) |
| Platz                                                                | Mannschaft                                                           | Goldmedaillen                                                        | Silbermedaillen                                                      | Bronzemedaillen                                                      | Gesamt                                                               |
| -------------------------------------------------------------------- | -------------------------------------------------------------------- | -------------------------------------------------------------------- | -------------------------------------------------------------------- | -------------------------------------------------------------------- | -------------------------------------------------------------------- |
| 01                                                                   | Gemischte Mannschaft                                                 | 1                                                                    | 1                                                                    | 1                                                                    | 3                                                                    |
| 02                                                                   | Südkorea                                                             | 1                                                                    | —                                                                    | 1                                                                    | 2                                                                    |
| 03                                                                   | Volksrepublik China                                                  | 1                                                                    | —                                                                    | —                                                                    | 1                                                                    |
| 04                                                                   | Brasilien                                                            | —                                                                    | 1                                                                    | —                                                                    | 1                                                                    |
| 0                                                                    | Frankreich                                                           | —                                                                    | 1                                                                    | —                                                                    | 1                                                                    |
| 06                                                                   | Indien                                                               | —                                                                    | —                                                                    | 1                                                                    | 1                                                                    |

Bei den Olympischen Jugend-Sommerspielen 2014 in der chinesischen Metropole Nanjing wurden drei Wettbewerbe im Bogenschießen ausgetragen.
Die Wettbewerbe fanden vom 22. bis zum 26. August im Fangshan Sports Training Base statt.

## Jungen
| Platz | Land | Athlet           |
| ----- | ---- | ---------------- |
| 1     | KOR  | Lee Woo-seok     |
| 2     | BRA  | Marcus D’Almeida |
| 3     | IND  | Atul Verma       |

Das Finale wurde am 26. August ausgetragen.
 Florian Faber schied im Viertelfinale aus und belegte den 7. Platz.

 Andreas Mayr schied im Achtelfinale aus und belegte den 9. Platz.

## Mädchen
| Platz | Land | Athletin       |
| ----- | ---- | -------------- |
| 1     | CHN  | Li Jiaman      |
| 2     | FRA  | Melanie Gaubil |
| 3     | KOR  | Lee Eun-gyeong |

Das Finale wurde am 25. August ausgetragen.
 Cynthia Freywald schied in der Vorrunde aus und belegte den 17. Platz.

## Gemischtes Team
| Platz | Land            | Athleten                                              |
| ----- | --------------- | ----------------------------------------------------- |
| 1     | Gemischtes Team | Li Jiaman ( CHN), Luis Gabriel Moreno ( PHI)          |
| 2     | Gemischtes Team | Cynthia Freywald ( GER), Muhamad Zarif Syahiir ( MAS) |
| 3     | Gemischtes Team | Mirjam Tuokkola ( FIN), Eric Peters ( CAN)            |

Das Finale wurde am 24. August ausgetragen.
 Andreas Mayr schied mit  Lucy Tatafu im Achtelfinale aus und belegte den 9. Platz.

 Florian Faber schied mit  Ralitsa Gencheva in der Vorrunde aus und belegte den 17. Platz.